# Slagelse Wolfpack 2016
Questa voce raccoglie le informazioni riguardanti gli Slagelse Wolfpack nelle competizioni ufficiali della stagione 2016.

## Danmarksserien 2016

### Stagione regolare
| Herlev 16 aprile 2016, ore 14:00 2ª giornata | Herlev Rebels II | 0 – 50 (a tavolino) referto | Slagelse Wolfpack | Kildegårdsskolen |

| Slagelse 22 aprile 2016, ore 14:00 3ª giornata | Slagelse Wolfpack | 33 – 20 referto | Køge Marines | Nordhallen |

| Copenaghen 30 aprile 2016, ore 14:00 4ª giornata | Copenhagen Tomahawks II | 38 – 27 referto | Slagelse Wolfpack | Valby Idrætspark |

| Næstved 21 maggio 2016, ore 14:00 7ª giornata | Næstved Vikings | 6 – 28 referto | Slagelse Wolfpack | H.G. Idrætsanlæg |

| Slagelse 29 maggio 2016, ore 14:00 8ª giornata | Slagelse Wolfpack | 50 – 0 referto | Copenhagen Tomahawks II | Nordhallen |

| Køge 18 giugno 2016, ore 14:00 11ª giornata | Køge Marines | 38 – 35 referto | Slagelse Wolfpack | Rishøjhallen |

| Slagelse 26 giugno 2016, ore 14:00 12ª giornata | Slagelse Wolfpack | 50 – 0 (a tavolino) referto | Herlev Rebels II | Nordhallen |

| Slagelse 20 agosto 2016, ore 14:00 15ª giornata | Slagelse Wolfpack | 22 – 0 referto | Næstved Vikings | Nordhallen |

| Herlev 4 settembre 2016, ore 14:00 17ª giornata | Herlev Rebels II | 0 – 50 (a tavolino) referto | Slagelse Wolfpack | Kildegårdsskolen |

| Slagelse 11 settembre 2016, ore 14:00 18ª giornata | Slagelse Wolfpack | 50 – 45 referto | Køge Marines | Nordhallen |

### Playoff
| Slagelse 24 settembre 2016, ore 14:00 Semifinale | Slagelse Wolfpack | 30 – 38 referto | Køge Marines | Slagelse Wolfpack |

## Statistiche di squadra
| Competizione      | %Vittorie | In casa | In casa | In casa | In casa | In casa | In casa | In trasferta | In trasferta | In trasferta | In trasferta | In trasferta | In trasferta | Totale | Totale | Totale | Totale | Totale | Totale |
| Competizione      | %Vittorie | G       | V       | N       | P       | Pf      | Ps      | G            | V            | N            | P            | Pf           | Ps           | G      | V      | N      | P      | Pf     | Ps     |
| ----------------- | --------- | ------- | ------- | ------- | ------- | ------- | ------- | ------------ | ------------ | ------------ | ------------ | ------------ | ------------ | ------ | ------ | ------ | ------ | ------ | ------ |
| Stagione regolare | .800      | 5       | 5       | 0       | 0       | 205     | 65      | 5            | 3            | 0            | 2            | 190          | 82           | 10     | 8      | 0      | 2      | 395    | 147    |
| Playoff           | .000      | 1       | 0       | 0       | 1       | 30      | 38      | 0            | 0            | 0            | 0            | 0            | 0            | 1      | 0      | 0      | 1      | 30     | 38     |
| Totale            | .727      | 6       | 5       | 0       | 1       | 235     | 103     | 5            | 3            | 0            | 2            | 190          | 82           | 11     | 8      | 0      | 3      | 425    | 185    |